# Kara Goucher
Kara Goucher (dekliški priimek Grgas), ameriška atletinja, * 9. julij 1978, Queens, New York, ZDA.
Nastopila je na poletnih olimpijskih igrah v letih 2008 in 2012, dosegla je osmo mesto v teku na 10000 m, deveto mesto v teku na 5000 m in enajsto v maratonu. Na svetovnih prvenstvih je osvojila srebrno medaljo v teku na 10000 leta 2007. Leta 2008 je osvojila tretje mesto na New Yorškem maratonu, leta 2009 pa na Bostonskem maratonu.